# The Son of Bigfoot
The Son of Bigfoot (también conocida como Bigfoot Junior) es una película belga-francesa animada por computadora de comedia dramática. Es dirigida por Ben Stassen y Jeremy Degruson. La película fue estrenada en Francia el 16 de agosto de 2017. Fue lanzada en DVD el 1 de mayo de 2018, en los Estados Unidos.
Una secuela titulada Bigfoot Superstar fue estrenada en el año 2020.

## Sinopsis
El joven y simpático Adam emprende una misión épica para intentar descubrir el misterio que esconde la desaparición de su padre, y descubre que éste es nada menos que el legendario Bigfoot. Adam rápidamente se da cuenta de que él también está dotado de un ADN especial, con unos superpoderes que jamás hubiese imaginado.

## Reparto
- Pappy Faulkner como Adam Harrison.
- Christopher L. Parson como Bigfoot/Dr. Harrison
- Terrence Piedra como Wallace Eastman.
- Marieve Herington como Shelly Harrison.
- Sandy Fox como Tina la Ardilla Roja.
- Joe Ochman como Trapper el Mapache, Tom.
- Laila Berzins, como Weecha el Mapache, Operador del 911.
- Michael Sorich como Wilbur el Oso Kodiak.
- Joe J. Thomas como Steve el Pito Real.
- Shylo Summer como Eva.
- Cinda Adams como Secretaria, Camarera.
- Juan Allsop como Agente #2.
- George Babbit como Conductor de Camión.
- Tom Blank como el Señor Blakestone.
- Barry D. Buckner como García.
- Joey Camen como Principal Jones.
- Mari Devon como la Periodista Mildred.
- Jeff Doucette de Fat Dan, Tim, Operador de soporte técnico.
- David Epstein como Charlie.
- James Frederick como Guardia de la Puerta.
- Víctor Friedland como Guardia de la Prisión.
- Conceder a George como Agente, Experto Forense.
- Kyle Hebert como Simpson.
- Brody Hessin como Pasante.
- Steve Kramer como Presidente.
- Lex Lang como un Hombre Japonés #3.
- Yuri Lowenthal como Tony, un Hombre Japonés #2.
- Nicolás Marj como Dale.
- Domonic Paris como Comandante de la Guardia.
- Tara Platt como el Katrina.
- Roger Craig Smith como el Conejo Blanco.
- Kirk Thornton como Hombre Japonés #1.
- Víctor Tejedor como Agente del Servicio Secreto, Guardia #2.
- Johnny Wesley como el Dr. Billingsley

## Secuela
Ben Stassen anunció que una secuela estaba en planeación bajo el título de Bigfoot Superstar, se estrenó en agosto de 2020, y se lleva a cabo algunos años después de la primera película.